# 美丽凤仙花
美丽凤仙花（学名：Impatiens bellula）为凤仙花科凤仙花属下的一个种。

## 扩展阅读
- 維基物種上的相關：美丽凤仙花